# Cyclosilicate
Les cyclosilicates sont des minéraux de la famille des silicates. L’unité structurale des cyclosilicates consiste en anneaux (ou cycles) formés de tétraèdres reliés entre eux par mise en commun d’un oxygène, donnant des rapports Si : O = 1 : 3. Les anneaux peuvent être simples ou branchés, isolés les uns des autres ou groupés par deux. Ces anneaux sont généralement empilés dans la structure et déterminent des canaux qui peuvent être vides ou occupés par des ions ou molécules. Les cyclosilicates sont classés selon le type d'anneaux, et en particulier le nombre de tétraèdres dans les anneaux. Les principaux types sont décrits ci-dessous (il existe de nombreuses autres combinaisons présentes dans des minéraux très rares).

## Anneaux simples de trois tétraèdres [Si3O9]6−
- Bénitoïte, BaTi(Si3O9)

Trois tétraèdres
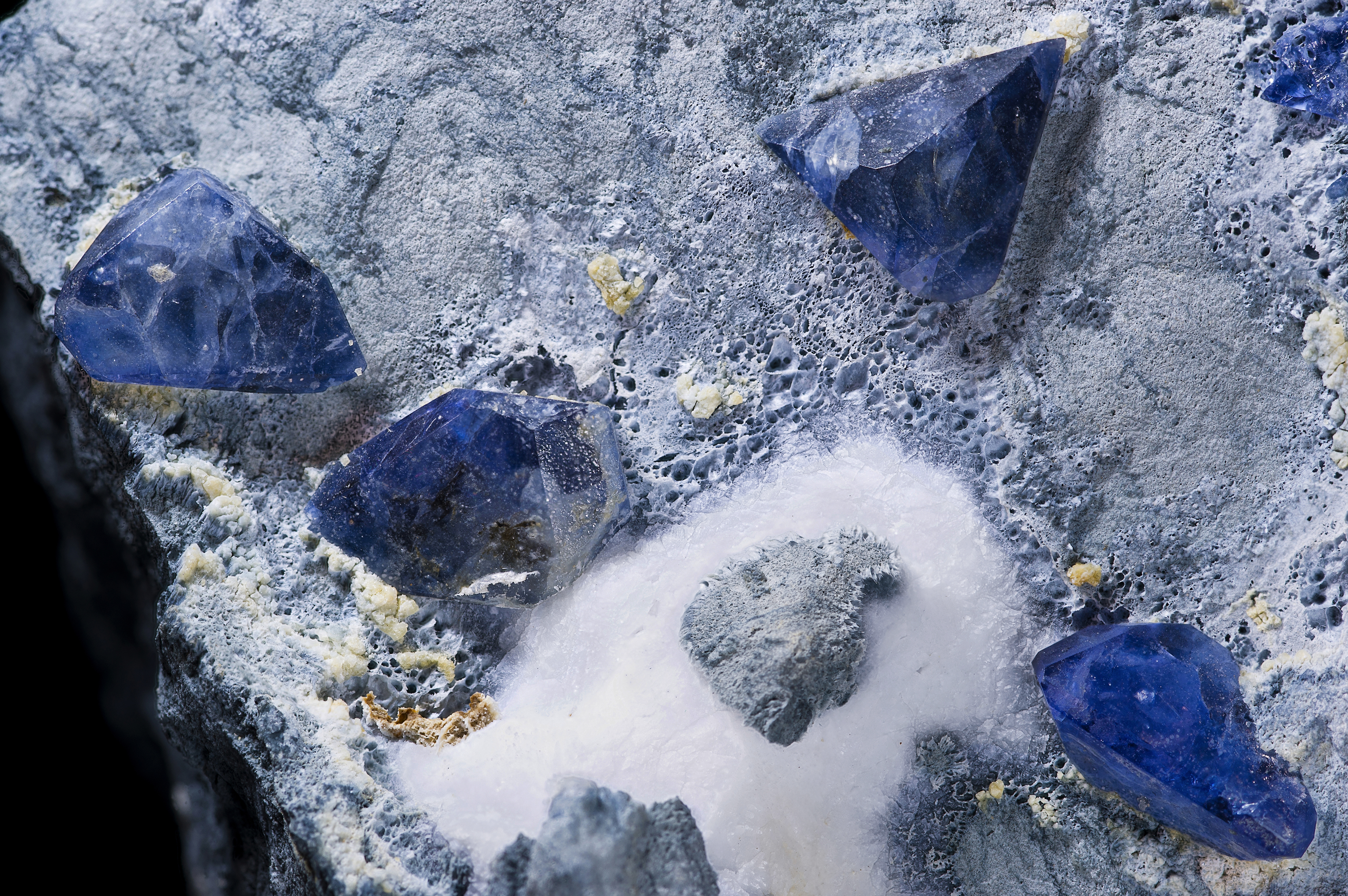
Bénitoïte

## Anneaux simples de quatre tétraèdres [Si4O12]8−
- Joaquinite-(Ce), Ba2NaCe2FeTi2(Si4O8)2O10(OH,F) • H2O
- L'axinite, (Ca,Fe,Mn)3Al2(BO3)(Si4O12)(OH), longtemps considérée comme un cyclosilicate contenant des anneaux de 4 tétraèdres, est maintenant classée dans les sorosilicates[1].

Quatre tétraèdres
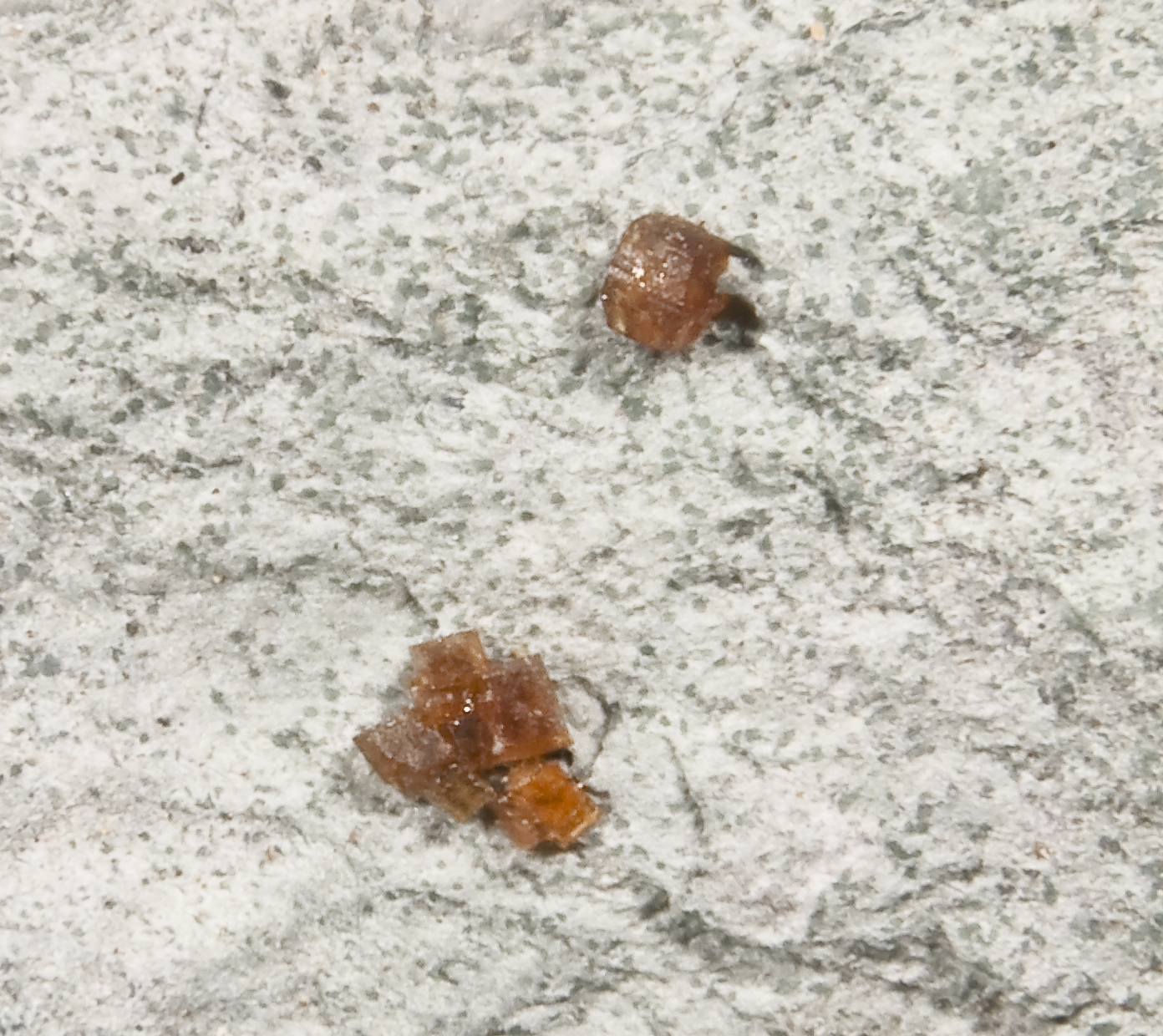
Joaquinite-(Ce)

## Anneaux simples de six tétraèdres [Si6O18]12−
- Béryl/émeraude, Be3Al2(Si6O18)
- Cordiérite, (Mg,Fe)2Al3(Si5AlO18), et son polymorphe de haute température, l'indialite
- Tourmaline, (Na,Ca)(Al,Li,Mg)3-(Al,Fe,Mn)6(Si6O18)(BO3)3(OH)4
- Dioptase, CuSiO3 • H2O

Les cyclosilicates en anneaux simples de six tétraèdres sont les plus courants. Ils comprennent notamment :
- les tourmalines, qui sont un groupe de borosilicates en anneaux à six tétraèdres et nombreuses substitutions isomorphiques ;
- le béryl, minéral des pegmatites dont la variété verte, l'émeraude, est une pierre précieuse ;
- la cordiérite, dans laquelle un tétraèdre sur 6 est occupé par 1 atome d'aluminium. Elle se forme facilement lors du métamorphisme de haute température/ basse pression (notamment dans les sédiments plus ou moins riches en Mg, au-dessus de 800 °C et 1000 bars de pression d’eau). Elle se rencontre également dans des roches magmatiques granitiques ou rhyolitiques. Son équivalent ferreux, la sékaninaite se rencontre également dans certaines roches métamorphiques de haute température et a été signalée dans les hauts-fourneaux.

Six tétraèdres
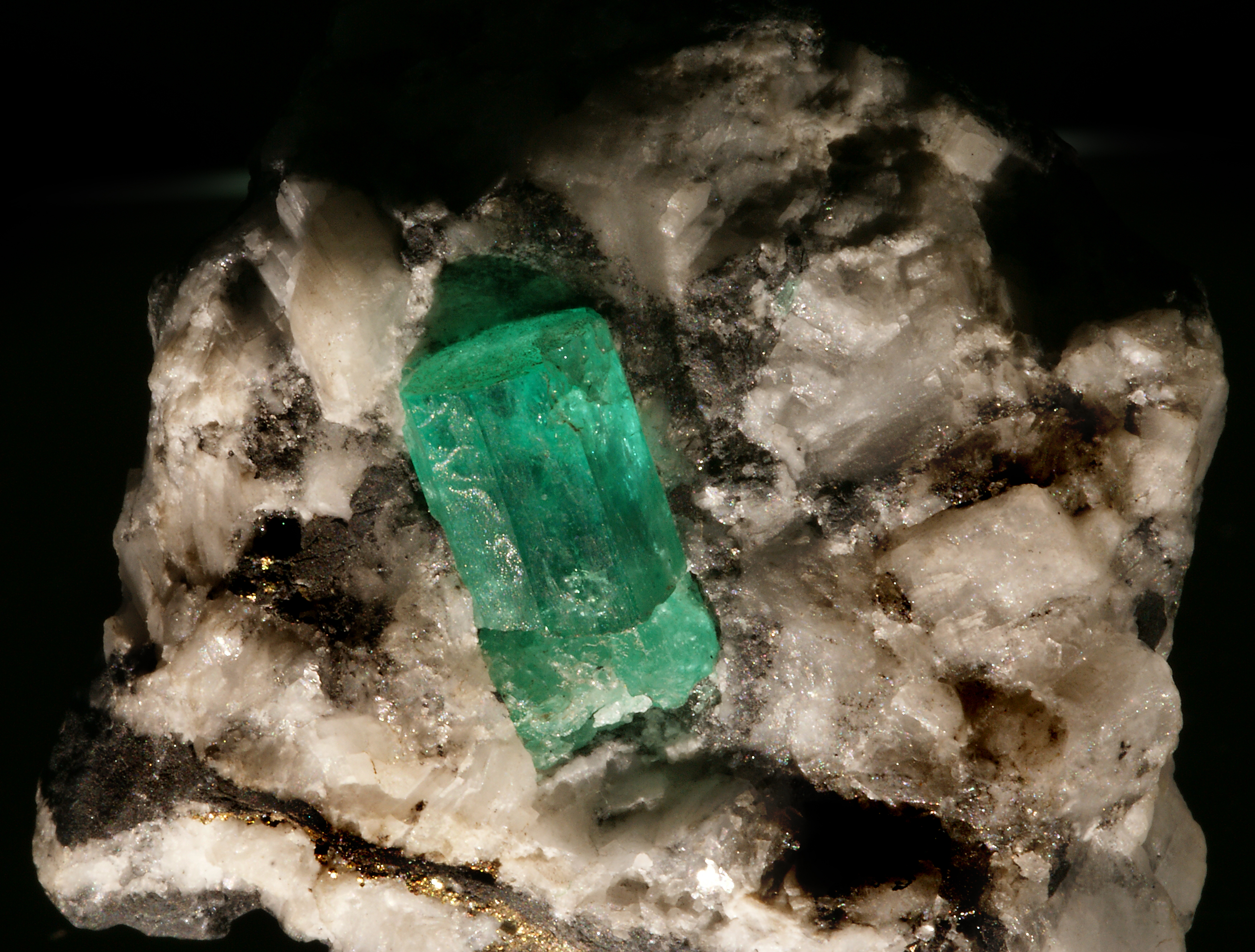
Émeraude

## Deux anneaux condensés de six tétraèdres [Si12O30]12−
- Milarite, K2Ca4Al2Be4Si24O60 • H2O
- Osumilite (en), K2FeII2Al3(Si,Al)12O30, minéral rare souvent confondu avec la cordiérite et qui se rencontre également dans certaines roches volcaniques et métamorphiques.
- Roedderite, Na2Mg5Si12O30, minéral très rare du thermométamorphisme.